# Механообробка

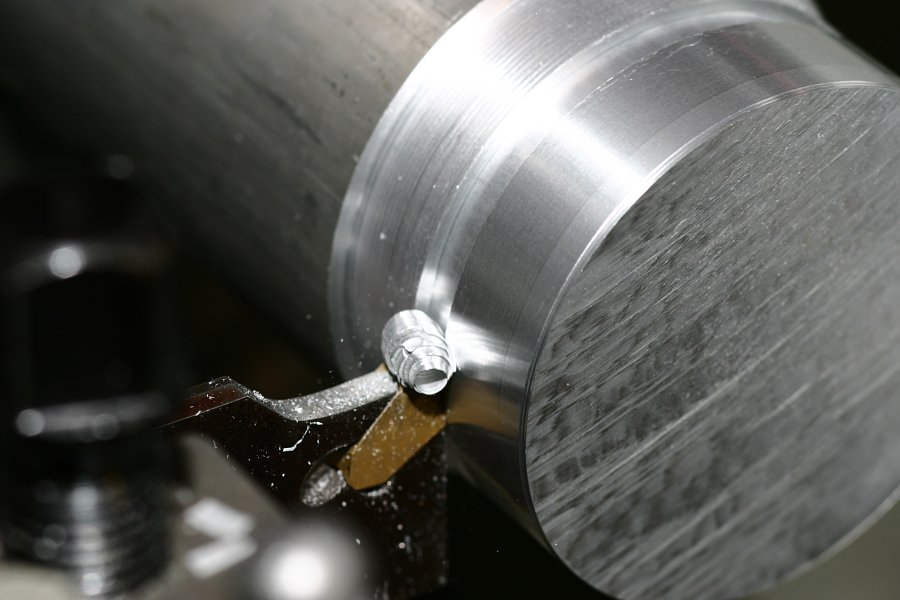
Токарна обробка

Штампування

Механі́чна обро́бка — обробка заготовок із різних матеріалів за допомогою фізичної дії різної природи з метою створення виробу за заданими розмірами або проміжної заготовки для подальших технологічних операцій.
Мехобробку поділяють на:
- оброблення різанням:

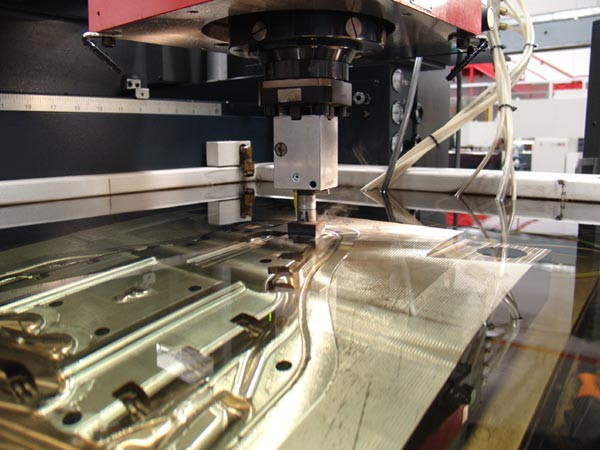
Обробка на електроерозійному верстаті

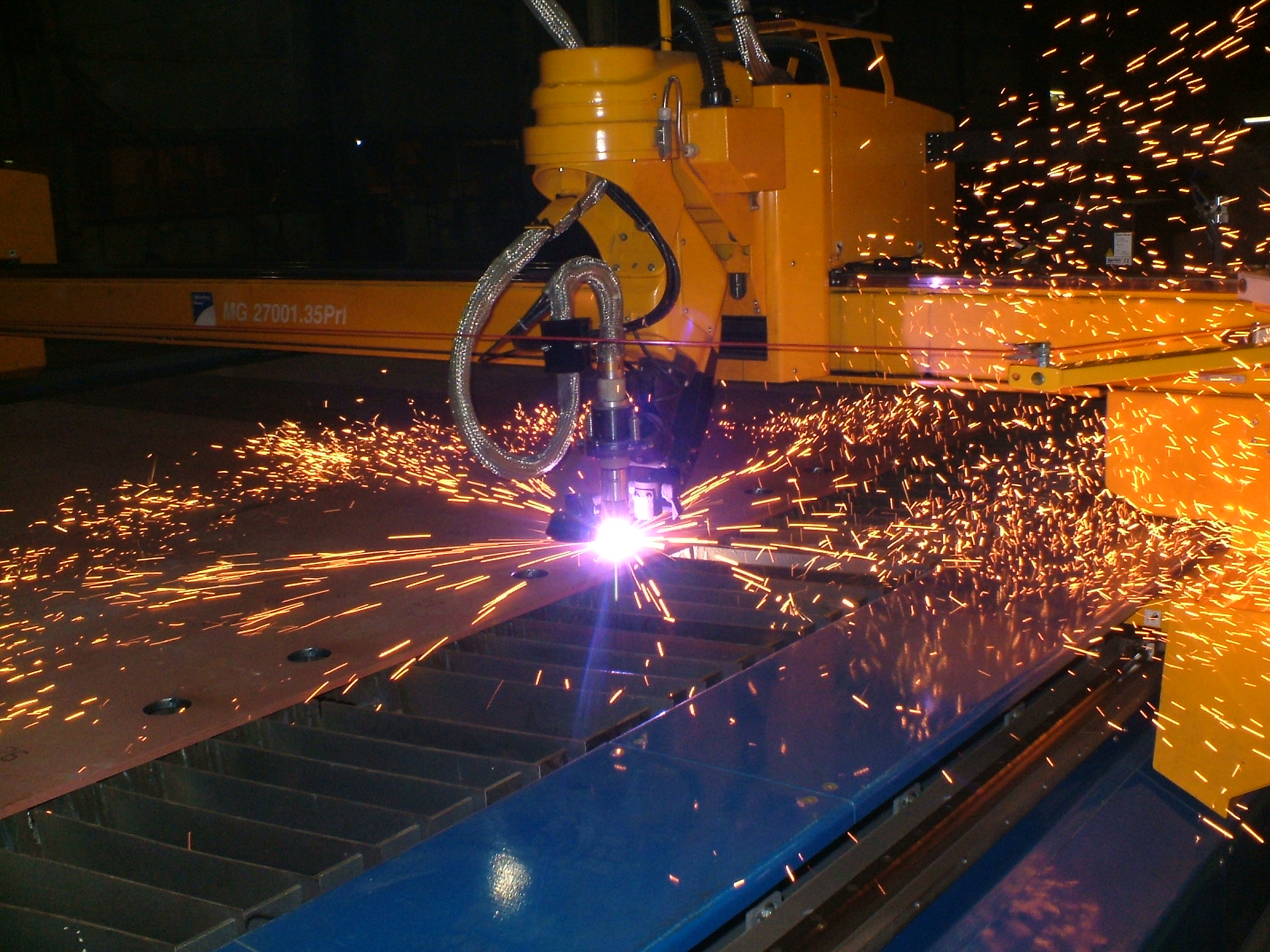
Обробка плазмою

  - зовнішніх циліндричних поверхонь — токарна обробка, шліфування, притирання, обробка абразивним полотном, обкатування, суперфінішування;
  - внутрішніх циліндричних поверхонь — розточування, свердління, зенкерування, розвірчування, протягування, шліфування, притирання, хонінгування;
  - площин — стругання, фрезерування, шліфування, притирання;
- оброблення металу тиском (кування, штампування, вальцювання, галтування тощо);
- електрофізичні методи обробки:
  - електроерозійна обробка (електроіскрова та електроімпульсна обробки);
  - електромеханічне оброблення (електроконтактне, магнітоімпульсне, електрогідравлічне);
  - променеве оброблення (електроннопроменеве, лазерне тощо);
  - плазмова обробка;
- електрохімічні методи обробки:
  - анодно-механічна обробка (на основі анодного розчинення металу) — розрізняють електрохімічні: точіння, маркування, калібрування, вирізання, прошивання, шліфування, видалення задирок;
  - катодна обробка (на основі анодного осадження металу);
- ультразвукова абразивно-імпульсна обробка (ультразвукові: вирізання, прошивання, шліфування, видалення задирок).